# ウルトラマンSTORY 0
『ウルトラマンSTORY 0』（ウルトラマンストーリーゼロ）は、真船一雄作、円谷プロダクション監修による漫画作品。コミックス全16巻。文庫版全8巻。

## 概要
人工太陽プラズマスパークの影響によって超人（ウルトラマン）となったM78星雲光の国の人々が、同じくプラズマスパークの影響で狂暴化した動植物（怪獣）や宇宙人から宇宙の平和を守るために戦う姿を描く。ウルトラマンたちは人間の姿にもなることができるが、地球に来る以前のストーリーであるため、ハヤタやモロボシ・ダンのようなテレビシリーズに登場した人間体の姿ではない。
本来26万年前に設定されているプラズマスパークの打ち上げが、エースが立派な青年となりタロウが誕生する少し前（1万数千年前）に変更されているため、世界観は本作品独自のものである。そのため、他作品とは多少の矛盾が生じているが、この設定のおかげで自由な作劇を可能としている。第40話での描写によると光の国での普段は等身大の大きさで活動しており、怪獣などが現れると戦闘時に巨大化している模様。
講談社の雑誌『月刊マガジンZ』で2005年7月号から連載していたが、休刊に伴い『テレまんがヒーローズ』とウェブコミック配信サイト『MiChao!』へ移籍する。しかし、『テレまんがヒーローズ』も2009年夏号をもって連載中止となってこちらの続きも『MiChao!』へ移行し、『テレまんがヒーローズ』版の続きが2009年9月から11月まで配信された。2009年12月15日以降は2013年9月の最終回まで、『MiChao!』版の続きがテレビマガジン公式ホームページで配信されていた。
なお、PSPゲーム『ウルトラマン Fighting Evolution 0』収録の「ウルトラ大辞典60」は本作品と連動していたが、その中のキャラクター紹介で多くのネタバレがあり、特にレオのストーリーについては1年以上前に判明していた部分があった。

## 登場キャラクター

### ウルトラ戦士
ゾフィー
M78星雲に住んでいた勇敢な男。本作品の主人公とされている。
プラズマスパークの影響で超人的な力を得たあと、「力を得た自分たちには全宇宙で起こり得る生物の暴走を防ぐ責任があること」を真っ先に公言するほどの責任感に溢れる人物。
ゼットンを倒すために多くの人々を犠牲にしてしまうが、再びゼットンが現れた際に皆を守りたいと思う心からM87光線を習得してゼットンを倒した。その後は平和を守るために全宇宙を飛び回っている。
まだウルトラ戦士になる前（青年だったころ）、崖から落ちそうになっていた幼いエースとルティアの2人を掴んだまま、一昼夜宙づりの状態で耐え続けたこともある。エースを育て鍛えたのも彼であり、エースがバルタン星人に捕らえられた際には真っ先に駆けつけた。人間体時でも、水源を覆う岩盤を素手で叩き割るなどの超人的な力を駆使する。
テレビ版では人間体から通常体へと変身することはあったが、その場面は描写されなかったため、変身アイテムは見受けられなかった。しかし本作品ではプラズマ鉱石の埋め込まれたブレスレットを使用して変身する。また、本作品は宇宙警備隊の隊長としての功績をあげる以前の話であるため、テレビ版などにある胸や腕の突起物（スターマークやウルトラブレスター）も現れていない。
「星の声」に導かれて地球に降り立ってバラージを訪れていることから、（明言はされていないが）本作品ではゾフィーこそが“ノアの神”とされている。
形が現れたウルトラキーを手にしたババルウとの最終対決において、キーから放たれた光線をM87光線の最大出力放出で応戦するものの一瞬のスキを突かれてキーで胸を貫かれて敗北し、魂を吸い取られてウルトラキーの実体化を許してしまう。だが、仲間の声や次元・時空・宇宙各地から飛来した星の声を受けて復活し、胸にその証である銀色の突起物＝スターマークが現れる。ババルウとの再戦に勝利したあと、ウルトラの父によって宇宙警備隊を創設するように進言され、両腕にスターマークと同じ形の突起物（テレビ版でのウルトラブレスター）が授けられる。これによってテレビ版と同じような姿となった。
ウルトラマン
元はプラズマスパーク開発・打ち上げを担当する部署の主任を務めていた。光の国の戦士随一の知の戦士。
当初は自分たちが得た強大な力の使い方を危惧・苦悩していたが、バルタン星人との戦いを経て平和のために戦うことを決意した。自らを襲ったサドラを殺さずに捕獲して救おうとするなど、温和で心優しい性格。本作品では本名が判明しておらず、戦いを決意した際に自らを光の超人「ウルトラマン」であると称した（この後、セブンやジャックにも「ウルトラマン」と呼ばれている）。必殺技は、テレビ版『ウルトラマン』で使用した技を披露している。地球を守ってくれとセブンにテレパシーで伝えた。ジャックと能力が似ているため、互いの腕を合わせてスペシウム光線を放てるが、2人の身体に凄まじい負担をかける奥の手。なお、あくまでも似ているのは能力だけで、多彩な技を駆使するマンとスペシウム光線のような大技で一撃で敵を倒すジャックとで戦闘スタイルは大きく異なっている。
本作品ではいわゆるBタイプ的顔立ち（ジャックより口元が細い）をしているが、これは作者の好みによるこだわりである。
セブン
変身アイテムを失い、変身できなくなった状況でも巨大な怪獣相手に立ち向かっていくほど勇敢で熱い男。テレビ版同様、ミクロ化を始めとする多彩な特殊能力は本作品でも健在。
バッファロー星の住民から、変身した彼の姿を見て「真っ赤に燃える巨人」や「赤い巨人」と称された。また、ナバーロ族長のブーメランを使った戦い方から、アイスラッガーの本当の使い方を知る。
本作品でもテレビ版『ウルトラセブン』と同じくウルトラアイを使って変身する。バッファロー星にて、ペダン星人のキングジョーとの戦闘で負傷したミクラスや、バルタン星人に故郷を奪われ、多くの同胞と共に操られながらも唯一人生き残ってウルトラマンを救ったウインダムなどをカプセル怪獣として仲間に迎え入れた。
ウルトラマンの身体を通して今までのウルトラマンの戦いや想いを読み取る能力を使用しており、ウルトラマンの想いを受け取り地球へ向かった。
物語終盤では、恒転観測員となっている。
ジャック
いわゆる帰ってきたウルトラマン。必殺技は、スペシウム光線と流星キック以外は使用していないが、スペシウム光線はタッコング、グビラ、ペスターを一撃で粉砕するほどの威力を持っている。当初は変身ブレスレットを使用して変身していたようだが、怪獣との戦闘中にエネルギーが切れブレスレットが破損してしまい、プラズマ鉱石が失われたため変身不能となった。しかもプラズマ鉱石はキングザウルスに飲み込まれてしまった。
変身できなくなったことで悩み、勇気と無謀の違いが分からなくなっていたが、水棲人間ハクリの勇敢な行動を目の当たりにし、明日のために絶対に諦めないことを決意したとき、プラズマ鉱石に宿っていた全てのエネルギーがその体に入り込んで変身能力を取り戻した（アイテムを用いずに変身可能なのは現在ではジャックだけである）。その後、ザージと再会するまでハクリたち水棲人間たちの住む星で共に暮らしたが、ガンダーとギラドラスとの闘いの後、ガンダーと追ってその星を訪れたザージと共にその星を出る。初代マンと能力が似ているため、互いの腕を合わせてスペシウム光線を放てるが2人の身体に凄まじい負担をかける奥の手。
変身アイテムを用いず、誰かを守りたいという気持ちが高ぶったとき変身が可能になるという設定は、テレビ版の郷秀樹の変身と共通している。
エース
身寄りのない少年だったが、ゾフィーに引き取られたあと、彼に育てられて鍛えられた。そのため、ゾフィーには並々ならぬ恩を感じており、敬意を込めて「兄さん」と呼ぶこともある。
幼馴染のルティアという女性がいたが、バルタン星人の罠でルティアは改造され、同じ光の国の戦士と戦うことになる。捕らえられ改造されかけるがゾフィーに救出され、彼の言葉を受けて涙を流しながらも、バルタン星人に改造されて操られた光の国の戦士を倒した。バルタン星人たちとの戦いでギロチン技を習得した。苦悩の末に全力で出したメタリウム光線は、バルタンの拠点を吹き飛ばす威力を持っていた。
彼の持つウルトラホールは仲間の特殊能力を自らの能力として蓄えることができ、そのため無限の可能性がある。
エースとルティアが人間体の際に、エースは白、ルティアは黄色のスカーフを巻いているのは、テレビ版『ウルトラマンA』の北斗星司と南夕子に由来している。
タロウ
本作品では誕生したばかりの時点で既に大人ほどの体格になっていた。ウルトラの父の言葉からすると、彼は初めて超人となったもの同士（つまりウルトラの父とウルトラの母）の間に生まれた純粋な超人であり、ほかの戦士よりも潜在的な能力が高いことが示唆されている。カラレスからは「お前は純粋過ぎる」と評されるなど、精神面では未熟で、非常識な点も多々見受けられた。
ある惑星でカラレスの特訓を受けていた際、周囲の被害を省みず力任せに敵と戦う攻撃的な面を見せていたが、ザンボラーとの闘いで危機に陥って負傷した際、大自然の力によって傷を癒され、同時にツバメたちが懸命に怪獣に立ち向かう姿を見て生命の尊さを知ると同時に真に戦う使命に目覚める。ツバメが怪獣と戦う動きから、スワローキックを編み出す。
戦士たちの中でも最強の潜在能力を秘めており、彼の持つウルトラホーンは生命の波動を感知することができるという。
レオ
L77星に住む双子の王子の兄。マグマ星人の襲撃を期に、父・アルスから自分たち王族の秘密を教えられ、当初は獅子の瞳を付けた際に感じたウルトラマンの強大な力に恐れを抱いていたが、ドリューの導きで己のなかに眠る獣を受け入れ、ついにウルトラマンレオに変身する。
マグマ星人たちと戦い、マグマ星総統を倒したものの総統の兄にL77星を爆破されてしまう。そして爆発により行方不明となったアストラたちを捜すため、あてのない旅を開始する。
光線技が不得手なため遠距離戦でこそマグマ星総統に押されていたが、ドリューから教わった格闘技は歴戦の戦士にも通じるほどだが、まだ技のレパートリーが少ないのか、光の国の戦士ほど思うようには戦えない模様。最終話において「今の俺にはただ祈ることしかできない」とつぶやいている。
アストラ
L77星に住む双子の王子の弟（レオの実弟）。マグマ星人によって拉致されてしまうが、アルスとレオに救出される。
マグマ星人襲撃後、初めは「こいつら（ドリューたち）のせいで自分たちは変な体にされた」と、ドリューに対してやり場の無い怒りをぶつけ、ウルトラマンとしての力を拒否するものの、レオの戦いを見て勇気を出して変身。アルスの剣で先遣艦隊司令と戦うが、L77星爆発と同時に行方不明となる。
当初は気弱な性格で、マグマ星人からも父アルスの弱点と称されていたが、変身後は身を犠牲に敵の片腕を奪うなど凛々しい姿に成長した。
文庫版の書下ろし「外伝 アストラの戦い!」では主役。アストラルという星に流れ着き、そこのマーターという老婦人に助けられる。アストラルを襲ったノーバとブラック指令を退ける。本話ではドリューの技であるライトニング・フィストを使用。
ウルトラの父
光の国の指導者。若き戦士たちから「司令」と呼ばれるリーダー。タロウの父。宇宙に戦いに出向くことはなく、光の国にて生物の暴走にどう対処するか対策を練っている。星間連合との戦いで、ババルウ星人に捕まってしまう。その後、全キューブを集めたウルトラ戦士たちの活躍で解放され、光の国で治療された。
テレビ版では、ウルトラの母とはウルティメイトウォーズの際に治療されたことがきっかけで夫婦となった設定だが、本作品ではそもそも、ウルティメイトウォーズの設定自体が無いため、超人になった時点で既に夫婦となっている。
ウルトラの母
負傷者の手当、介護を任務とする銀十字軍の隊長。ウルトラの父の妻であり、タロウの母である。ルティアの死に人一倍悲しむなど、慈悲深く命を重んじる女性。
星間連合襲来時に光のオーロラで惑星を閉じることに成功するが、全てのエネルギーを使い果たして石化してしまう。

### オリジナルのウルトラ戦士
下記以外にも無名のウルトラ戦士が多数登場している。女性ウルトラマンのデザインは、伊藤実が担当している。
ゴライアン
光の国の戦士の中ではかなり大柄で性格も荒削りだが、他の戦士たちと同様に情に厚く心優しい面も併せ持つ。他の戦士が自分たちの力を恐れる中、ただ一人「敵は破壊する」と意気込んでいた。その体格を活かしたパワーが持ち味で、その力は自分の何倍もある怪獣を天高く放り投げ頭部の角で粉砕できるほど、ただその分、光線技は苦手である。幼なじみであるフレアにだけは頭が上がらない。フレアと共にイカルス星人、ブルトンの連携攻撃に苦しむエースを助け出し怪獣軍団を一掃、エースのウルトラホールに自らのパワーを与える。肉体の頑強さにおいてのみなら全ウルトラ戦士一とも言える実力を持ち、他のウルトラ戦士が一斉に一時的に行動不能に陥るような薬物を浴びても、本人曰く「他人様よりずっと丈夫でね」という理由で平然としているほど。人間の姿を取ると大柄で筋肉質な男になる。変身アイテムは腰に巻く大型のベルト。バックル部分にプラズマ鉱石が埋め込まれている。もともとはセブンやタロウと同じくレッドタイプの戦士だが、プラズマスパーク暴走時に得た膨大な力に飲み込まれ、光の国の町を見境無く破壊してしまうほどに暴走してしまった過去をもち、フレアによって体内にあるエネルギーを蓄える部分の働きを抑えられたことでシルバータイプの姿となり、ようやく自我をコントロールできるようになった。そして、終盤では瀕死のフレアによって封じられた力が解放されたことで本来の姿に戻り、単身ババルウ星人に闘いを挑む。その中で右膝を砕かれるも、本来の力や全身からスペシウムエネルギーを放つスペシウムキャノンで変身能力を失わせるなど、深手を負わせるも最後は力尽き、ババルウ星人に自らの力を奪わせる形で立ち往生する。しかし、奪われた魂がゾフィーの活躍によって肉体に戻ったため生還を果たす。そして、その後は足が不自由になったことで杖を付き、闘いからは身を引いて、フレアを始め、散っていった仲間たちの墓を守っていくことを決め、リリパット族が託された卵から孵化したアギラのカプセルをセブンに譲っている。
身長：65m（推定）
体重：7万5千t（推定）
年齢：2万5千歳
飛行速度：マッハ10
得意技：スペシウムキャノン（全身から光波熱線を発射）、ウルトラバスター他。
ザージ
氷や冷気の力を使う沈着な戦士で、超低温の空間での戦いを苦手とするウルトラ戦士の中では異色の存在。吐息で創り出した氷の刀で敵を切り裂いたりできる他、常に体表を薄い氷が覆っているため毒ガスの類が効かない（ただし、密着していると無効化される）。セブンに似た容姿をしている（セブンと違い胸にはカラータイマーがある。また目はマンタイプ）。攻守共にバランスの取れた万能タイプで、光の国随一の剣士。カプセル怪獣フリーザスをパートナーとして戦う。特にスピードに優れ、氷塵を使い残像を無数に残すほどの高速戦法を得意とする。変身アイテムは幅広の刀。鍔元にプラズマ鉱石が埋め込まれている。
光の国帰還後、ウルトラマン・カラレスと共に潜入した謎の衛星内に現れたババルウの卑劣な言動に激昂、その隙につけこまれ、スピードを見極められて致命傷を受けてしまう。フリーザスが周囲を凍らせるの見て自身も協力し、その氷をカラレスが水蒸気爆発させるという形で自爆。衛星の破壊と引き換えに爆死した。その際、ウルトラマンを氷のカプセルに包むことで生還させている。
身長：45m（推定）
体重：3万5千t（推定）
年齢：2万5千歳
飛行速度：マッハ15
得意技：リオート（高速移動で残像を生み出す分身技）、ミラーシ、ザミルザーニイ他。
ドリュー
光の国が漆黒の霧に覆われた際、真っ先に霧に飛びかかっていった。格闘戦に長けており、大気が焼け焦げるほどの高速回転で蹴りを放ったり、両腕に込めたエネルギーを拳を連打することによって遠距離を攻撃する光弾として放つ。L77星に滞在し王族の軍事顧問とレオ兄弟の武術師範を務めている。人間体は長髪に髭を生やした武人のような姿であるが、他の戦士と同年代の2万5千歳である。L77星の爆発に巻き込まれ行方不明となる。奇跡的に生還した後、ボーグ星人に化け「星間連合」に潜伏し、ババルウ星人の副官となった。正体発覚後、ゾフィーを庇いヒッポリト星人の罠に嵌められ右足がタールで固まってしまったが、自ら右足を折ることで危機を脱出し、ヒッポリトを撃退。その後、ゾフィーに自身が持っていたキューブを託した。そしてババルウ星人に挑みキューブを奪うものの、胴体を切断される。その後、メフィラスの宇宙船に回収され、キューブを託し死亡。
身長：52m（推定）
体重：5万t（推定）
年齢：2万5千歳
飛行速度：マッハ15
得意技：ドリュートルネード、ストームファイヤー、ライトニング・フィスト（パンチによる遠距離攻撃）他。
カラレス
まだまだ戦士として未熟なタロウに命の大切さを教える慈愛の戦士。ストリウム光線やエネルギー回復能力を使うことができる。タロウとは違い、握った拳を胸の前でX字に組むポーズでネオストリウム光線のような光線を発射する。変身アイテムはタロウの物とはデザインの違うウルトラバッジ。
敵の光線をバリアで角度を変えカウンターするなど、実戦を通してタロウに力の使い方を教える。その特訓中にザンボラーに丸呑みにされるも、タロウにより救出される。光の国帰還後、ウルトラマン・ザージ・タロウと潜入した謎の衛星内でタロウに化けていたババルウに背後から左のウルトラホーンごと切り裂かれてしまう。最期はフリーザスとザージが作った大量の氷を自身の熱で水蒸気爆発させ、衛星の爆破と引き換えに死亡。
身長：45m（推定）
体重：4万t（推定）
年齢：2万5千歳
飛行速度：マッハ15
得意技：ストリウム光線（タロウのものとは構えが違う）、ファイヤースフィア（全身から高熱を発する）、スラッシュバインド（手から伸ばした光の鞭で敵を締め上げ切断）他。
フレア
血気盛んなゴライアンさえ手なずける男。エースに顔が似ている。体の一部を光の粒子に変換し、相手を攻撃することができる。この能力によって、任意の場所に防御壁を張ったり、防御壁内の物を自由に動かすことができる。戦士たちの中では小柄で攻撃力も低いが、そのトリッキーな能力を生かして予測不能の攻撃を繰り出し、敵を翻弄する。また、能力を使用する際には両腕が炎のように揺らめく。ゴライアンと共にイカルス星人、ブルトンの連携攻撃に苦しむエースを助け出し怪獣軍団を一掃、エースのウルトラホールに自らのパワーを与える。元はセブンやタロウと同じく、レッドタイプのウルトラマンだったが、幼なじみのゴライアンの暴走に際し、寿命が半減することを承知の上で自身の力の半分を彼の体内に留まらせ、暴走を止めたことで現在のシルバータイプの姿となった。終盤ではババルウによって魂を奪われ瀕死の重傷を負うが、ババルウの異次元能力を封じ込め、死の直前に封印していたゴライアンの力を解き、彼の暴走の際に語った力の意味について、ゴライアン自身は理解出来ていないと自嘲するが、「お前はもう、意味を知っている」と彼の成長を認め、ババルウを必ず倒すことを言い残し、死亡する。変身アイテムはプラズマ鉱石が埋め込まれたコイン。
身長：35m（推定）
体重：2万5千t（推定）
年齢：2万5千歳
飛行速度：マッハ15
得意技：αΩ（アルファオメガ：特殊なバリアで敵を拘束）、Ψ（サイ）、β（ベータ）、γ（ガンマ）他。
ルティア
エースの幼馴染である女性。エースに色違いのスカーフを贈ったのは彼女である。エースと一緒にプラズマスパークの影響で超人化した。その後、恒点観測員として星々の調査を行っていたが、バルタン星人の罠にかかり改造されてしまう。改造された後は光の国の戦士をおびき出すための囮として使われエースも罠にかけたが、最後はエースを救うため自身のカラータイマーを引きちぎり自決した。
単行本に記載された初期設定では、銀十字軍所属でヒーリング能力を持つということになっていた。
アルフォンヌ
銀十字軍所属の女性。再編された銀十字軍を率いて、全宇宙で戦う光の国の戦士を救助するために活動している。超人になる前から銀十字軍だった者は、超人になった後は皆ヒーリング能力が使えるようになっていたが、彼女の力は銀十字軍の中でもトップクラス。人間体時でも使うことができるが、自身を治療することはできない。セブンと共に地球に飛来するが、再生怪獣との戦いにおいてテレスドンの火炎放射で負傷し、変身能力を失ったため地球に残った。
本人のセリフなどから、セブンに好意を寄せていたようである。
アルス
獅子座L77星の王でありレオ、アストラ兄弟の父。星の行く末を案じ王家の宿命を継ぐ者としてはまだ甘さの残るレオ、アストラ兄弟を厳しい目で見つめている。ある夜突如飛来してきた隕石に迫りくる脅威を感じ息子たちの前で赤い巨人に変身し立ち向かう。レオに似た容姿で頭部のデザインはより獅子のたてがみを連想させるものになっている。腹部に自身のサイン（Lと7を合わせたようなデザイン）を持つ。マントを着け剣を帯びている。病床の妻（王女）がいる。
L77星人で変身能力を有するのは、かつてL77星に降り注いだディファレーター因子を含む光を浴びた王族とその血を引く者のうち、男子のみである。マグマ星指令艦の光子砲からレオを庇って致命傷を負い、アストラのことを託し消滅する。彼が遺した剣は、アストラやレオがマグマ星人との戦いで使用した。
推定身長：185cm（人間態）／55m（変身態）
推定体重：75kg（人間態）／5万t（変身態）
年齢：20万歳
飛行速度：マッハ20
アキュラ
光の国守備隊隊長。彼ら「ガーディアン」と呼ばれるタイプは光線などの特殊能力を持っていないため、万能特殊シールドを用いて戦闘する。アキュラはそのことで自信を持てなかったがカラレスに気持ちを押される。他のガーディアンとは頭部の形状と体のラインが異なる。光の国がオーロラで包まれた際、中に残る。ウルトラの母の防護を部下に託し、単身でババルウ星人に対峙、ババルウの化けたゾフィーのM87光線を浴びて立ったまま蒸発・絶命した。
身長：40～45m（推定）
体重：3万t（推定）
年齢：1万歳
特殊能力：万能特殊シールド（左腕に装備する盾。光子シールドを張って攻撃を防ぐ他、光子サーベルを前に伸ばす「ソードモード」、光子サーベルを前後に伸ばす「ハルバートモード」、光線を発射する「シュートモード」に変化）

### 怪獣・宇宙人
本作品で登場する怪獣や宇宙人の多くは、テレビ版ウルトラシリーズに登場するものをアレンジしたデザインとなっている。設定上はテレビ版に登場したタイプに品種改良される前の過渡期的な存在であり、第2話冒頭、および星間連合編ではテレビ版と同じデザインの怪獣が描かれている。また、ここでは紹介しない1カットのみ登場したりする怪獣なども存在する。基本的に昭和のウルトラシリーズに登場した怪獣しか登場しないが、12巻以降は平成ウルトラシリーズに登場した怪獣らしき個体も散見されるようになった。
バルタン星人（1、11 - 15話）
生物暴走事件の張本人。全宇宙を支配することが目的。脆弱だった自らの肉体を強化するため、光の国のプラズマスパークに細工した。自らのために、ディファレーター因子で変異した生物を分析、改造するなどの実験を各地の拠点で繰り返している。変異・改造させた怪獣たちは銀河の各地に放たれ、地球にも幾つかの実験体を送り込んでいた。『ウルトラマン』第2話に登場したものと同じく「命」の概念がない。また本作品のバルタン星人は、大勢のものが一つの意思を共有しており、全員が同じ目的のために行動している。
TV版と同様の円盤を使用。変異前はセミ人間に酷似した姿をしていた。産卵場もあり、中心の生物のようなものが卵を天井に植え付けそこから逆さまになり誕生する。覚醒したウルトラマンに敗れ、基地も産卵場もろとも破壊されるが、全ての死骸が融合し、巨大バルタンとして復活した。だが、意思の統一が図れず体が不安定になり、最後はウルトラマンを道連れに自爆の道を選ぶが失敗に終わる。しかし、まだ多くの生き残りが存在しており、星間連合にも加わろうとせず自分たちの力でウルトラマンたちを倒そうと狙っている。
マグラー、ワイアール星人、ネロンガ（1話）
M78星雲の動植物が変異した怪獣たちであり、ウルトラマンらが初めて戦った相手。
マグラーとネロンガは口から火を吐いてウルトラ戦士に襲いかかったが、いずれも倒された。ネロンガは背中がワニガメを思わせる甲羅になっている。
ワイアール星人は原作では宇宙人であったが、本作品では植物が変異した“怪獣”に近い描写がなされている。
ギラドラス (1、33・34話）
1話ではM78星雲の動植物が変異したもので1カットのみ登場。33話では水棲人間の星に現れる。テレビ版と同様雷を操り、ウルトラ戦士のパンチ・キックすら効かぬ分厚い装甲のような皮膚を持つ。ザージから受け取った氷の剣でジャックに真っ二つに斬られた。
ゼットン（2話）
クワガタに似た昆虫がディファレーター因子の影響で怪獣化した。同型のものが3体と、ゾフィーよりはるかに巨大なものも出現した。どれもゾフィーのM87光線で倒された。初代と比べて腕が細くなっているなど、昆虫のようなデザインとなっている。
キングジョー（3、4話）（初期設定名称：宇宙ロボット キングジョー祖体）
バッファロー星を襲ったペダン星人のロボット。劇中でキングジョーと呼称されることはなく、外見的特徴と4機のUFOに分離できる能力がテレビ版と共通している。初期設定は開発途中のため「装甲が弱い」と記されているが、セブンのパンチを寄せ付けないほどの装甲を持っていた。ミクラスの角をへし折り、セブンを窮地に追い込んだが、ナバーロ族長のブーメランを使ったセブンの攻撃によって4つの機体に命令を出す電子頭脳が破壊され、ミクラスの協力を得たセブンのウルトラノック戦法で体を真っ二つにされた。
ペダン星人（3、4話）
食料調達と宇宙侵略のための拠点獲得を目的として、キングジョーでバッファロー星を襲った。
テレビ版『ウルトラセブン』ではシルエットでしか登場しなかったが、本作品では一瞬だけ素顔が判明するシーンがある。ただし、後年の『ウルトラギャラクシー大怪獣バトル NEVER ENDING ODYSSEY』に登場する人間に近い容姿のペダン星人とは異なっている。
ミクラス（3話 - ）
バッファロー星の住民たちからは「バッファローの王」と呼ばれていた。ミノスの丘という場所で眠りについており、ミクラスが眠っていた丘だけは彼の体温で雪が溶けていたほど体温が高い。ペダン星人侵攻の際に目覚め、キングジョーと戦った。ディファレーター因子の影響で変異（怪獣に進化）していたが、暴走はしていなかった。本作品ではテレビ版になかった巨大な一本角を持っていたがキングジョーに叩き折られた。さらに折られた一本角で刺されてしまうが、必死に人々を守り抜こうとした。キングジョーとの戦いで瀕死の重傷を負ったこと、異形と化した自分にはこの星に居場所は無いと自らセブンについていくと決めたことが元でセブンのカプセル怪獣となった。折られた角はセブンの力で多数のブーメランに変えられ、バッファロー星住民たちに授けられた。その後、光の国で治療された際には折られた一本角を失い、テレビ版と同じ姿となった。また、ウルトラセブンと会話ができるなど知性がある表現がなされている。治療を終了したばかりだが、セブンが変身出来ず戦えない状況を見て、自分からゴモラと戦うという勇気を持っている。
ペスター、タッコング、グビラ（5話）
3体ともジャックのスペシウム光線で倒された。タッコングはタコのような足が8本ある姿となっている。ジャックはこの戦いで無理をしたため、変身能力を失ってしまう。
キングザウルス（5、6話）
水棲人間たちからは怪獣王、魔王とも呼ばれ恐れられる怪獣。元は海に住んでいたのだが、人間体のジャックを襲おうとした際に飲み込んだプラズマ鉱石が原因で急速に進化、陸地にも対応した足が生え水棲人間たちを襲った。変身能力を取り戻したジャックの彗星キックで倒された。
水棲人間（5、6話）
ラゴンに似た姿をしている。ジャックが訪れた地表のほとんどが海の星で平和に暮らしていたが、ディファレーター因子の影響で怪獣化した生物が海で暴れるようになり、仕方なく狭い陸での暮らしを余儀なくされた。それでも何とか暮らしていたのだが、ジャックのブレスレットから落ちたプラズマ鉱石を飲み込み陸地にも対応したキングザウルスに住処を襲われる。キングザウルスがジャックによって撃退された後は、ジャック（水棲人間たちは彼が超人であることは知らない）を仲間として迎え共に暮らしている。ムルチを好んで食べる。
ムルチ（5話）
怪獣としてではなく鮭のような単なる魚として登場。水棲人間たちの食料である。
ベロクロン、バキシム、カイテイガガン（7話）
バルタン星人の改造を受け、その拠点で眠っていた。ベロクロンはエースが拠点に入ってきた入り口に力尽き倒れて、バキシムは感覚器官を改造されていた。
改造光の戦士（7、8話）
バルタン星人に改造された光の国の戦士。異形の姿となり自我も失っている。計4体出現しエースを襲った。4体ともスペシウム光線を使う。拠点から射出された甲冑をまとうことで完全体となり、甲冑をまとった後は触手を武器にする。エースは彼らを救い甲冑だけを攻撃するために切断技を習得したが、結局は4体とも拠点と一緒に葬られた。エースに向かってスペシウム光線を放つ際に、涙を流していた。
改造怪獣（7話）
拠点から脱出しようとしたエースの前に出現。頭はバキシム、胴はベムスター、右腕はバラバ、左腕はレッドキングと、タイラント並みの合成改造をされている。エースのフラッシュハンドによって倒された。
スカイドン、ザラガス
それぞれどこかの惑星に生息していた怪獣でバルタンの実験体。スカイドンはかなり巨大な怪獣となっており、ザラガスは腹部の穴から針を飛ばして攻撃する。スカイドンはゴライアンを襲撃して返り討ちに、ザラガスは街を攻撃していたところをザージに倒される。
サドラ（11、41・42、60話）
小型肉食恐竜的なスタイルへとアレンジが加えられている。3体登場しウルトラマンを襲ったが、そのうちの1体はウルトラマンに投げ飛ばされ怒った他の2体によって共食いされた。ウルトラマンは彼らを傷つけまいと捕獲したが、バルタン星人によって木っ端微塵にされた。
星間連合による光の国総攻撃にテレビ版の姿をした個体が参戦し、カラレスのスラッシュバインドで首を断ち切られ、倒される。
60話では、ナックル星人のアジトで暴れるウインダム達を迎撃した。
ベムスター（12、13話）
本作品では惑星を食らうほどの超巨大怪獣として登場、ゾフィーと激突した。バルタン星人の改造を受けており、手足にも頭部があり、計五つの頭部がある異形の姿となった。一度はゾフィーのM87光線を吸収し反射させたが、「星の声」を聞き奮起したゾフィーの再度のM87光線を受け、強大なエネルギーを吸収仕切れなくなり内部から崩壊した。死の際に涙を流し、バルタン星人による改造が意にそぐわないものであったことが示された。
ウインダム（13話 - ）
バルタン星人によって操られ使役されていた怪獣。エネルギーが切れてしまい意識の朦朧としたウルトラマンによって、セブンに見間違われた。かなり多数の個体がおり、拠点の防衛に携わっていた。壊滅したメタル星に残った1体が、彼を拠点の爆発から救った。このウインダムが後にセブンのカプセル怪獣となる。
レッドキング出現時には瞬時に自分でカプセルから飛び出して人間たちを守ったり、直後にレッドキングを簡単に倒すなどの活躍も見せている。
グモンガ、ガイロス、ツインテール、ギガス、ウー（13話）、モグネズン、ユニバーラゲス、フェミゴン、ダガール（14話）
バルタン星人の手により、実験の標本にされていた。
ガボラ（14、38・39話）
13話ではバルタン星人の実験の道具として登場。38話では湖周辺でおきた「異変」の正体。地面の中から姿を現し、ゾフィーやセブンと交戦する。ヒレの後ろにヤマアラシのような鋭いトゲが生えている。
ガンダー（13、33・34、91話）
13話ではバルタン星人の実験の道具として登場。
33、34話に登場したものは翼竜に酷似している。ある星でのザージとの戦闘で左目と足を負傷し、その後水棲人間の住む星に飛来して猛吹雪の異常気象を起こす。ジャックのスペシウム光線で倒された。
91話で光の国を襲撃した個体はTV版と同じ姿。
アントラー（14、18・19話）
14話ではバルタン星人の実験の道具として登場。18、19話で地球のバラージに登場。チャータムには神として恐れられていたが、実際はバラージの人々をエサとして襲おうとしていただけの怪獣。テレビ版『ウルトラマン』で使った技や攻撃をする。磁力を巧みに使い敵を倒す。手足が合計3対あるなど、テレビ版よりも昆虫らしい外観をしている。バラージの青い石で胸に風穴を開けられ、その穴にM87光線を受けて倒された。
ゴモラ（16、17話）
バルタン星人が倒される直前に地球に送り込んだサンプルの一つ。足が逆関節のようになっており、テレビ版よりも恐竜的になっている。セブンと交戦し、アイスラッガーにより首を切断されて倒された。
レッドキング（16、17話）
7話でカプセル内で眠っている姿が描かれ、16、17話にて実質初登場する。地球にバルタン星人が送り込んだサンプルの一つとしてウインダムと戦う。物を口からではなく、全身から取り込むようにして捕食する能力を持ち、動物だけでなく植物さえも食べてしまう。尻尾が無い。ウインダムに自分より巨大な岩を持ち上げられたことに怒り、地面を引っこ抜き力比べをしたが、ウインダムの光線に胸を焼かれ咄嗟に岩から手を離してしまい頭上から落下した岩に押し潰され絶命。
星の声が具現化した龍（18、40話）
外観はドドンゴに似ているが、4本足歩行ではなく東洋の龍に似た姿であった。バラージを守る守護神としての登場。目から怪光線を発射する。アントラーに体を切り裂かれバラバラになったが、チャータムが投げた青い石と一体化しての特攻でアントラーの胸に風穴を開けた。
40話では多数登場し、ジェロニモンに苦戦するゾフィーにエネルギーを与える。
ドラコ（20話）
ムササビのような姿にテレビ版以上に刃物らしくなった手足といった外観で登場している。とある惑星の上空でカラレスと交戦しストリウム光線に撃破される。
バラバ（20話）
テレビ版と違い、左手が触手に、頭の剣が鎌型の角になっている。タロウのストリウム光線で完全に消される。
ザンボラー（20 - 22話）
火山がそのまま怪物化したような超巨大怪獣で、放出したマグマを空中で自由に操る能力を持つ。一瞬のスキを突いてカラレスを丸呑みにし、タロウにも重傷を負わせたが、星の声を聞いて真の戦士として覚醒したタロウのストリウム光線、ウルトラダイナマイトの連続攻撃を受けて倒された。
キーラ（21、60、91話）
カラレスの回想（おそらく第1話と同時期）に登場。足が複数になっている。カラレスを敗北寸前まで追い詰めたが、立ち塞がった司令（ウルトラの父）のウルトラアレイにより倒された。
60話では、ナックル星人のアジトで暴れるウインダム達を迎撃した。
91話では、光の国を襲撃した怪獣軍団に混じっていた。TV版と同じ姿。
マグマ星人（23 - 30話）
多数のギラスを使い、大艦隊を率いて数々の星々を侵略する凶悪な宇宙人。胸のマグマ勲章は起爆装置になっており、これを使ってマグマ層のコアを破壊し惑星を爆破できることからこの名前で呼ばれている。
マグマ星総統（28 - 30話）
マグマ星人本隊を率いる総統で、先遣艦隊指令（後述）の弟。兄や部下と違い武人として堂々とした戦いを好み、髪型はストレートロング。右手はマグマ星人特有のサーベルだけでなく銃に変形させることも可能。レオとの一騎討ちに破れ、彼を讃えつつ倒れる。
先遣艦隊司令（23 - 30話）
マグマ星総統の兄だが、自分を差し置いて弟が総統を名乗っていることに不満を持っている。偵察任務を兼ね本隊より一足先にL77星に派遣された。自分が「美しい」とした物以外の存在を認めないという歪んだ美的感覚を持ち、アストラを人質にとるなど卑劣な手段を好む。グリーンギラス、イエローギラスを操りレオたちを苦しめたが敗退。その際乗艦の爆発に巻き込まれ顔に火傷を負い、レオたちに憎しみを抱く。変身したアストラと戦い、彼の捨て身の攻撃により片腕を失いレオによって止めを刺されるが、マグマに飛び込みL77星を爆破させた。生死は不明。
ギラス（23 - 25話）
マグマ星人が引き連れる怪獣。テレビ版『ウルトラマンレオ』に登場したレッドギラス、ブラックギラスの同族。多数登場する。
グリーンギラス、イエローギラス
先遣艦隊司令がL77星侵攻の際に連れて来たギラス。ギラススピンの他、ドリューすらも捉えきれないほどの敏捷性を有し、鎌状の鋭利な角を切り離しブーメランのように投げて敵を襲う。宇宙における戦闘で一匹は大気圏突入の摩擦熱により倒され、もう一匹もレオらを狙ったマグマ艦隊の主砲による巻き添えで消滅した。
デスギラス（28 - 29話）
マグマ星総統が騎乗している大型四足のギラス。外敵を見ての恐れを感じさせないために両目を潰されている。デススピンが必殺技。レオが蹴りで起こした竜巻に巻き込まれて粉々になった。
ロン（23 - 25話）
怪獣化する前の犬に似た中型哺乳類のような姿で登場。背中に瘤状の突起がある。レオにペットとして飼われており、猟犬のような役目も果たしている。
イカルス星人（31 - 32話）
ウルトラ戦士が自身の障害になると判断し、エースを襲う。ブルトンとの連携攻撃や空間を操る能力、アロー光線でエースを苦しめるがゴライアン、フレア、亡きルティアの魂の力を借りたエースにより倒された。
ブルトン（31 - 32話）
本作品ではイカルス星人の仲間として登場。隕石に擬態しエースを捕らえる。様々な怪獣たちをカードのように空間に閉じ込めていた。空間を歪める能力でエースを追い詰めるがフレアのサポートを受けたエースにより倒された。
ケムラー（32、38・39話）
32話ではイカルス星人の配下として登場。38話では湖周辺でおきた「異変」の正体。セブン、ゾフィーと交戦。
ビラ星人、テレスドン（32、91-92話）
イカルス星人の配下。ゴライアンとフレアに倒されたり、ブルトンが読んだ流星群に巻き込まれたりした。その他にも多くの怪獣たちの姿が確認できる。
ビラ星人は80話で、両者共に91話で光の国を襲撃した怪獣軍団に混じっていた。
フリーザス（33、63、65、84話）
ザージの相棒であるカプセル怪獣。全身が棘状の氷で覆われた鎧竜のような姿をしている。鋭い牙と、口から吐く冷気が武器。
光の国の人工太陽の光を遮る人工天体内でザージが倒れた時、冷気を吐き続けた結果自らが凍死した。ザージとカラレスはフリーザスの遺志を汲み取り、冷熱を組み合わせて水蒸気爆発を起こし天体ごと自爆した。
竜の戦士（35、36話）
「仮面」と「翼のついた鎧」を身に付けた怪人。老若男女を問わずに人を攫う。その正体は生命エネルギーを吸われてミイラのようになった人間の死体であり、ジェロニモンに操られていた。
ジェロニモン（35 - 40話）
35 - 37話（超古代編）では人間大の大きさで登場し、大きくなるために人間の生命エネルギーを吸っていた。竜の戦士を率いて、謎の力により超古代に時間移動してしまったセブンと戦うがアイスラッガーにより胸に傷を受ける。
38 - 40話（超古代編の数千年後）では怪獣軍団を率いる巨大怪獣として登場。かつて受けた胸の傷の怨みからセブンを付け狙う。怪力やフェザーショットでゾフィーを追い詰めるが最期は星の力を得たゾフィーの力に敗れ、力尽きる。寸前の力で古代地球を死者で埋め尽くそうとするがゾフィー、セブン、駆けつけたウルトラマンの巨大障壁テラ・エンクロージャーによって阻止される。
ミンティオス（36話）
本作品オリジナルのセブン所有のカプセル怪獣で、実体の無い霧状の怪獣（カプセル怪獣となった経緯は不明）。戦闘能力は持たない。軽い口調で喋る。
ジェロニモンの宮殿に侵入する際、目くらましとして使用した。
バニラ、アボラス（36、37話）
岩に封じられていた「赤い悪魔」と「青い悪魔」と呼ばれた怪獣。ジェロニモンの宮殿が崩壊した後に姿を現した。バニラはセブンに協力した古代人たちのオリハルコン弾を受けて爆散、アボラスもオッズが投げたオリハルコン製の斧が頭に刺さって怯んだところにセブンのワイドショットを受けて倒された。
融合怪獣（39話）
ケムラーの背中にガボラが融合して一体の鮫のような怪獣になった姿。ケムラーのガスで浮遊し、ガボラの鰭を衝角とした突進でゾフィーとセブンを攻撃する。ミクロ化したセブンを弾丸にしたウルトラブリットでガボラの頭を貫かれ爆死。
ピグモン（38 - 40話）
人の生命を終えたブルーが転生した姿。これが本来の姿であり、様々な生命の祝福を得た者だけが戻れるという。テレビ版と異なり、背中に毛が生えている。怪獣の接近を感知する力を持っている。再生レッドキングから旅人を護ろうと囮になり、潰される。しかしゾフィーはブルーが残した「死は存在しない、生きる世界が変わるだけだ」という言葉を思い、違う世界で命を繋げていくと信じる。
再生怪獣軍団（39、40話）
再生レッドキング、再生ゴモラ、再生アントラー、再生バニラ、再生アボラス、チャンドラー、マグラー、ジラース、テレスドン、ドラコ。ジェロニモンに従う怪獣たち。全員、初登場の漫画アレンジからテレビ版の姿に変わって復活している。
ババルウ星人（41 - 最終話）
ウルトラ戦士の抹殺と宇宙支配を企む「星間連合」の指揮官。テレビ版『ウルトラマンレオ』同様にウルトラキーを狙い、変身して光の国に潜入する。監視衛星を破壊した後に配下の星人や怪獣たちを呼び出して総攻撃をかけ、ウルトラの父を拉致した。ウルトラの母による決死のオーロラで光の国が閉じられたため、旅をしていた戦士たちにウルトラの父と引き換えにウルトラキーを要求する。
武器は右手首のカッターと、左前腕の装置（鎖分銅を伸ばしたり、前後に光の剣を伸ばしたりできる）、自在に伸びて敵を絡め取る頭髪。自らの髪の毛を変化させ、ガッツ星人も驚愕するほどの分身技を見せた他、変身能力はウルトラの父のファザーショットまで撃つほどの驚異的な戦闘力を持ち、リーダーとしての資質を幹部たちに見せ付けた。変身能力は頭の角から発揮されているとのことで、ゴライアンに右の角を破壊されてからは使えなくなった。また、消耗が激しいので長時間の変身や連続変身は不可能。
デザインは原作とほぼ同じだが、口元がよりウルトラ戦士に近いものとなっている。
星間連合には彼や下述の幹部たちの他にも、多数の怪獣や星人が存在している。
ボーグ星人（41 - 79話）
ババルウ星人の副官。マントを羽織った姿で登場。幹部たちの監視や連絡などを行い、格闘能力ではゾフィーと互角に渡り合った。ゾフィーたちにウルトラの父救出の手掛かりを教えており、ゾフィー曰く以前戦った人物だそうだが、正体はL77星爆発で行方不明になっていたドリューだった。
メフィラス星人（41 - 79話）
星間連合の一人で、ババルウ星人と共に連合の中心的存在。強力な念動力を持つ。慇懃無礼な性格で、ババルウ星人やテンペラー星人に「考えが読めない」と警戒されている。
ウルトラ戦士によって次々と幹部が倒される事態を「事が出来すぎている」と考え、意図的なものではないかとババルウ星人に疑いの目を向けるも、争うつもりは無いという意思を示し、惑星ディープ・シーにウルトラ戦士をおびき寄せることを提案する。
最終的に敗北を認め、自身の所持するキューブ（ドリューから託された物も含む）をゾフィーに渡して去っていった。
ザラブ星人（41 - 51、81話）
星間連合幹部。暗黒宇宙のある惑星でエネルギー物質ゴルドニウムの採掘を指揮し、数々の兵器を開発している。本作品ではゾフィーに変身してエースを惑わせる。完璧な変身だが激昂するとテレビ版のにせウルトラマンに近い凶悪な姿になる。最終的にエースとタロウの活躍で兵器が全滅し、自身も本物のゾフィーにM87光線で倒される。
第81話では、ババルウが生み出した複製個体が光の国を襲撃した。
ダダ（7、47 - 51話）、クール星人（47 - 51話）
ザラブ星人の配下。それぞれ指揮官と一般構成員の複数個体が登場。指揮官ダダは(B)の顔で縮小光線銃を使って奴隷となる人を攫う。本作品オリジナルの顔も登場。指揮官クール星人は司令部に侵入したゾフィーに倒される。
ユートム（47 - 51話）
ゴルドニウム採掘場の見張り。
ガッツ星人（41 - 58、81話）
星間連合幹部。分身技を得意と自負する。ただしババルウ星人はそれを上回った。分身した個体は別々の意思を持って会話や行動が可能。星間連合から離れ、四つの国に別れた惑星エレメンターに眠る究極の力を手にしようとしている。“地の国”と“水の国”を戦争で討ち合いさせ、“火の国”の長ペーレや学者のトトと接触して暗躍する。現れた究極怪獣の核と身体を融合させた。究極怪獣の力で他の幹部を出し抜き、全宇宙の支配者になろうとするも四人の族長が生み出した結界に融合していた究極怪獣共々、閉じ込められてしまい、初代マンとジャックが互いの片腕を合わせたスペシウム光線で消滅した。
第81話では、ババルウが生み出した複製個体が光の国を襲撃した。
ナックル星人（41 - 66、81話）
星間連合幹部。戦力となる怪獣を囚える捕獲部隊とそれらを育成する怪獣牧場を所有している。ナックルとは種族ではなく、彼自身の存在を示す言葉とされている。カプセル怪獣を友だと呼んだセブンやザージを嘲笑するなど怪獣を育てる役割でありながら彼らを下等な存在としか見ていない非道な人物。格闘技は持つがテレビ版のように光の戦士に及ぶほどの力ではない。身体の赤い球にはリリパット族の子供が囚われている。リリパット族長の命と引き換えに子供が救出され、最後はセブンのアイスラッガーで呆気なく真っ二つとなった。
第81話では、ババルウが生み出した複製個体が光の国を襲撃した。
ブラックキング （41、42、58 - 66話）
光の国総攻撃に参戦した怪獣の一体でナックル星人の使役怪獣。とても強力な人工怪獣でナックル星人最大の戦力。強固な皮膚を持ち、アギラの怪力も受け付けない。惑星オズでは養殖された個体が大量に確認されている。最初は首長竜のような姿をした個体が突如として湖から現れ、湖付近に生息していたモットクレロンを捕食していた。その後も翼をもった翼竜のような個体が登場したりとバリエーションが豊富なのも特徴の一つである。
第81話では、ババルウの髪から生み出された複製個体（通常型と翼竜型）が光の国を襲撃した。
ギール（60話）
ナックル星人に囚われていた怪獣の1体。本作では珍しい平成ウルトラシリーズ出典の怪獣。
他にもオリジナルの怪獣達が登場。
グドン（60、65話）
ナックル星人に飼育されている実験用の怪獣。アギラの模擬戦を務めた。その後ナックル星人の本拠で暴れていたミクラスやウインダムを迎撃した。
ダンカン (60、91・92話)
ナックル星人に飼育されている怪獣。ナックル星人の本拠で暴れていたウインダムに襲い掛かったが、アギラに殴り飛ばされた。
91話では、光の国を襲撃した怪獣軍団に混じっていた。
ガブラ (60、80、91話)
ナックル星人に飼育されている怪獣。ナックル星人の本拠で暴れていたウインダム達に襲い掛かった。
80・90話では、光の国を襲撃した怪獣軍団に混じっていた。
ナックル星人の配下（59 - 66話）
星間連合に属するナックル星人と同郷の兵士たち。ナックル星人のような体毛が無く、全身黒い肌をしている。
ヒッポリト星人（41 - 77、81話）
星間連合幹部。ババルウ星人に従うことに不満を持ち、テンペラー星人に近づく。テンペラー星人を「テンペラー様」と呼んで媚びへつらうが、実際はテンペラー星人の力を利用してウルトラ戦士を倒そうと画策している。惑星ディープ・シーの天候を操作してアブアブ族に自身を神と崇めさせ、集めた遺体でヒッポリトタールを開発した。
第81話では、ババルウが生み出した複製個体が光の国を襲撃した。
テンペラー星人（41 - 76、81話）
星間連合幹部。テレビ版の姿は戦闘種族の本能を抑えるための特殊鎧で、その正体は軟体生物。一兆度の熱に耐えるマントを付け、攻撃面でもビームウィップやクローショットで双頭のゲランを難なく葬るほどの戦闘力。しかし不満を持つババルウ星人の実力を目の当たりにし、引き下がるをえなかった。惑星ディープ・シーにて、ゾフィーとタロウを除く光の国の戦士全員を倒した強豪。宇宙最強の称号をかけて、正々堂々とゾフィーと果たし合いをした誇り高き戦士。満身創痍のところをヒッポリトに裏切られるも、好敵手ゾフィーが卑怯者にとどめを刺されることを惜しみ、彼の盾となって死んだ。
第81話では、ババルウが生み出した複製個体が光の国を襲撃した。
メトロン星人 （42 - 70、81話）
星間連合の一員。配下のビーコン、サータンと自身の複製ロボットを使い光の戦士たちのデータを取ろうとした。複製ロボットは手から出す泡状幻覚剤を使い戦士たちの時間感覚を狂わせる。メトロン星人が幻覚宇宙人と呼ばれる所以はこの幻覚剤にあり、多量に浴びると視覚も混乱（メトロン星人が何体にも見える、味方を誤認するなど）する。氷のバリアを張るザージ、戦士の中でも特に強靭なゴライアンには効かず、気力で幻覚を突破したウルトラマンに複製を破壊され、その後本人は宣戦布告をして帰還する。後に宇宙ケシの実験台にしていた惑星がレオによって開放され、星間連合に馴染めないこともあって、キューブをボーグ星人に返却し、自身のやり方で宇宙の支配を目指すと告げ、星間連合を脱退した。
第81話では、ババルウが生み出した複製個体が光の国を襲撃した。
サータン （41 - 43話）
光の国総攻撃に参戦していた怪獣の一体でメトロン星人の配下。再生能力を持ち、相手に気づかれずに空間を移動できる。ザージのスピードに苦戦していたが斬られた鼻を再生し、背後から捕らえる。密着状態からの冷気で凍りリオートで倒されるが、その際に神経毒でザージの身体を麻痺させた。
ビーコン （42、43話）
メトロン星人の配下。本作品ではロボット怪獣として登場。ゴライアンでさえ押さえつける力を持つ。羽交い絞めにして能力を測ろうとする。実はゴライアン自身でさえ本来の力は未知数であり、腕を破壊される。最期はハリネズミのように体を丸めてゴライアンに特攻するが、逆に拳で貫かれて倒された。
ベムラー（41・42、66・67、最終話）
それぞれ複数の個体が存在し、光の国総攻撃に参戦していた怪獣の一体、メトロン星人配下のメトロプラネット、ババルウ星人との戦いから数年経った地球の地殻のある惑星にそれぞれ出現。光の国に現れた個体はタロウのストリウム光線で倒された。メトロプラネットに出現した個体は、まだ戦いに不慣れなレオが苦戦しながらもレオキックで粉砕した。そして最終話に登場した個体は、ウルトラマンと光の国の戦士によってカプセルに封じ込められ、ウルトラマンの手によって怪獣墓場へと護送される。
ナース（41、42話）
光の国総攻撃に参戦していた星間連合の兵器。タロウのホーンレーザーで尻尾を破壊されて、殴り倒される。
終盤ではプラズマスパークに日食を起こしていた人工天体に2機が潜んでいた。カラレスに巻き付いた機体はファイヤースフィアで焼き尽くされ、ザージに巻き付いた機体は凍らされて粉々にされた。
アロン（41、42話）
光の国総攻撃に参戦していた怪獣の一体。ウルトラの父のウルトラアレイで倒された。テレビ版ではガッツ星人の使役怪獣だが、本作品で描写はない。
91話では、光の国を襲撃した怪獣軍団に混じっていた。
双頭のゲラン（45、81話）
星間連合に戦力として囚えられていた巨大怪獣。テンペラー星人の実力を試すために使われる。その戦闘力は光の戦士40人分で、一兆度をさらに超える火炎放射を持つ。テンペラー星人相手に引けをとらなかったが運動神経を司る背中の脳を破壊され倒される。
第81話では、ババルウの髪から生み出された複製個体が光の国を襲撃した。
人造光の戦士（46話）
メトロン星人のデータにバルタン星人やイカルス星人との戦闘分析によって造りだされたロボット。能力は5割増で光波熱線も撃てる。ババルウ星人の実力を試すために多数用意されたが、分身の攻撃やウルトラの父に変身したファザーショットであっという間に全滅してしまい、ババルウ星人の星間連合での立場を決定的にした。
ギガント人（47 - 49話）
暗黒宇宙の惑星に棲む植物人間。高い科学力を持ち、星間連合に反抗する。
アイアンロックス （47 - 51話）
星間連合の巨大宇宙戦艦。ビルガモを収容しており、惑星一つを破壊するゴルドニウム砲を装備、巨大なロボットへの変形も可能。プロトタイプをにせゾフィー（ザラブ星人）が指揮、ダダ、クール星人たちが操る。動力源に一握りで惑星1個分に相当する高エネルギー鉱石「ゴルドニウム」が使用されており、光の国の戦士が放つ光波熱線に反応し易く、もし反応してしまえば宇宙全体をも吹き飛ばすビッグバン並みの爆発を誘発してしまう恐れがあるため、不用意に光波熱線を使用することができなかった。最期はエースの高次元バリアーで封じ込まれ外部への被害を最小限に食い止められ、内部に突入したタロウのウルトラダイナマイトで一瞬のうちにゴルドニウム炉心ごと蒸発させられた。
ビルガモ （47 - 49話）
大型要塞。バリア機能を持ち、恐竜戦車を格納している。
恐竜戦車 （47 - 49、81話）
機動戦車。本作品では背中に2連装ビーム砲を装備しており、首と尾以外は全身が機械化され、前足が無くなっている。履帯の形状もTV版と異なり三角形。
第81話では、ババルウの髪から生み出された複製個体が光の国を襲撃した。
シュガロン、シーモンス（52、57話）
“地の国”と“水の国”の守護獣。シーモンスは足が鰭になっている。戦争によってお互いに果ててしまう。究極怪獣の核に取り込まれていたが族長たちの結界で自我を取り戻し、自らを犠牲にして倒した。
ヒドラ （53 - 55、57話）
“風の国”の守護獣。人々に狩りの助けとなる風を送る。TV版とは違い、腕が翼になっていて巨鳥そのものといった姿をしている。翼から起こす強風が武器。
ウルトラマンに懐き、共にアーストロンとゴーストロンの襲来に立ち向かう。重傷を負い、動けなくとも戦おうとする精神を持っている。最期はパンドンに仕掛けられた爆弾によって共に爆死してしまう。究極怪獣の核に取り込まれていたが族長たちの結界で自我を取り戻し、自らを犠牲にして倒した。
アーストロン、ゴーストロン（53 - 55、81話）
ペーレが“風の国”侵攻のためにガッツ星人に与えられた、金属に命を吹き込むカプセルによって怪獣化した鉄の像の兄弟。アーストロンは両腕が鎌のようになっている。凄まじい高温でウルトラ戦士でさえその熱には耐えられず、その怪力で初代マンとジャックの腕を折った。しかしゴーストロンはヒドラの強風で体温を下げられ、動きが鈍ったところに風を利用した初代マンの飛び蹴りで倒され、アーストロンは援軍に駆け付けたジャックとの新必殺技ストームテンペストで粉々になった。
第81話では、ババルウの髪から生み出された複製個体が光の国を襲撃した。
パンドン（55、57話）
“火の国”の守護獣。テレビ版と異なり、眼球と分かる部分がある。ペーレに信頼されていたがガッツ星人によってコントロールされてしまい、“火の国”の街を焼き払う。地底怪獣のように地中を移動することも可能。仕掛けられた爆弾によってヒドラを道連れに爆死してしまう。究極怪獣の核に取り込まれていたが族長たちの結界で自我を取り戻し、自らを犠牲にして倒した。
究極怪獣（56、57話）
4体の守護獣に封印された存在であり、その全てが倒れたために姿を現した。顔のない頭部にシーゴラスの突起状、身体は中性的な人型のラインで右肩にシュガロンの、左肩にパンドンの腕が生えた四つ腕、背中にはヒドラの翼を持った異形の存在。核自体はガッツ星人と融合している。強風、火炎、地震に加えて両腕を砲筒のように変化させて光線を放つなど凄まじい攻撃力を秘めている。しかし四人の族長がそれぞれ持つエレメンタリーパワーで生み出された結界には弱く、取り込まれた守護獣たちが反攻した末、融合したガッツ星人を巻き添えに初代マンとジャックが互いの片腕を合わせたスペシウム光線で消滅した。
リリパット族（58 - 66話）
ナックル星人に支配された惑星オズの住民。仔狐に似た姿の宇宙人。様々な超能力を生まれ持って当たり前のように使っているため、どれほど強力か自覚出来ないままにナックル星人に服従していた。
アリンドウ（58話）
惑星オズに生息する人間大の怪獣。羽や毛はなく兵隊アリのような姿をしている。
ムカデンダー（58話）
惑星オズに生息する怪獣。百足というより哺乳類に近い身体をしている。
モットクレロン（58話）
惑星オズに生息する人間大の怪獣。湖に棲むブラックキングにとっては餌。
ベロン（59、65話）
惑星オズに生息する人間大の怪獣。宴と酒が大好きでリリパット族の友達。
アギラ（59 - 66話）
惑星オズに生息する怪獣で、人間に近い八頭身の身体に2本の角を備える。ブラックキングと互角に渡り合うほどに屈強で心優しい怪獣。暴走したブラックキングからリリパット族を守ろうとするが強固な皮膚に打撃が通じず、眼を付けたナックル星人に捕縛されてしまう。しかしナックル星人らの調教や洗脳を高い精神力で耐え続け、逃亡を図る。激闘の後、卵をゴライアンに託し、息絶える。その後、卵から産まれた個体をゴライアンが「甘ったれだから、鍛えてやって欲しい」とセブンに譲りセブンのカプセル怪獣となった。
ギャンゴ（69 、70話）
惑星メトロプラネットに落下した思考を反映する隕石に、アイザック少年の意思が加わって、彼の眼前でレオが倒したベムラーをもっと強そうに書き加えた絵を元に生まれた怪獣。最終的に元の隕石に戻り、レオに握り潰された。
ブラックドーム（71話）
惑星ディープ・シーに生息する怪獣。普段はおとなしいが、ヒッポリトの神殿ができてから落ち着きがなくなる。
アブアブ族（71 - 77話）
惑星ディープ・シーの住人。ヒッポリト星人を救世主と崇めている蟹に似た宇宙人。死人が出ると遺体をヒッポリトの神殿に納めていた。口から出す泡には治癒効果があり、ゾフィーとタロウを介護した。また、その泡はヒッポリトタールを溶かすことも出来る。
エレキング（80、82 -83 話）
80話で光の国に襲撃した怪獣軍団の1体。上空からの落雷や口からの放電光線でガーディアンを攻撃した。
82話では、光の国の人工太陽の光を遮った人工天体の中に2体出現。ウルトラマンと交戦した末、フリーザスが吐いた冷気で凍らされた。
バードン（80、87、91話）
終盤で光の国に襲撃した怪獣軍団の1体。上空からの体当たりでアキュラを攻撃した。
87話では複数が登場し、ババルウ星人が逃走に使った。1羽はゴライアンを襲ったが、パンチで返り討ちにされ粉々になった。
チブル星人、バド星人、クレージーゴン、ゴーロン星人、スノーゴン、アストロモンス（80 - 81話）
終盤で光の国を襲撃した怪獣軍団。アストロモンスは左手も触手になっている。
ドラキュラス、ササヒラー（80 - 81、91、93話）
終盤で光の国を襲撃した怪獣軍団に混じっている。
キュラソ星人、ベル星人、ブラコ星人、バルダック星人、グラナダス、レッドキラー、ドルズ星人、カタン星人、グロン、バットン、キングパラダイ、バーミン星人、タイショー、アブソーバ、ブリザード、ブラックエンド(91 - 93話）
ババルウ星人の呼び声に従って光の国を襲った怪獣軍団。キングパラダイは耳が無い。
今までにウルトラ戦士達が巡ってきた星々の声の力で蘇ったゾフィーによって消し去られた。
ブラック指令、ノーバ（外伝 アストラの戦い!）
ブラック指令はアストラルという星に降り立ち、そこの住人達の負の思念がこもった晴天を呼ぶまじないの人形を結集させてノーバを誕生させ、アストラルを壊滅させて円盤生物の巣に作り替えようと目論む。
ノーバは頭以外に実体が無く、右手の触手・左手の鎌・口から噴く毒ガスを武器とする。指令に従って破壊活動を行うが、たまたまアストラルに来ていたアストラと交戦した末に頭部をライトニング・フィストで打ち砕かれ爆散。それを見たブラック指令は撤退した。

### その他
サラ（2、92話）
ゾフィーが訪れた星に住んでいた心優しい少女。カルの姉である。変身したゾフィーを他の人間たちが恐れる中、彼女だけはゾフィーが自分たちを守ろうとしていることを悟っていた。その後償いのために井戸を掘ろうとしたゾフィーが村人たちから疎外されていた時も、彼女とカルだけはゾフィーを信じた。怪獣の襲撃を避けるために村から離れようとしていた村人たちを説得したのも彼女である。自分たちを守ってくれた巨人の正体がゾフィーであると分かった時、彼を「宇宙の守護神」と称した。
カル（2、92話）
サラの弟。父親を失ったため自暴自棄になっていたが、村のために努力するゾフィーの姿を見て、希望を取り戻した。その後ゾフィーが井戸を掘るのを手伝う。
ナバーロ（3話）
バッファロー星に住む部族の族長を務める男。キングジョーが分離したUFOとの戦いで負傷し、地表に落下したセブンを救出した。その際落下してきたセブン（ナバーロは彼が隕石落下地点にいたと思っていた）が生きていたことに驚き、彼を「ミラクルマン」と称している。彼ら部族はブーメランでの狩りを得意としており、ナバーロもブーメランの名手である。ペダン星人侵攻の際にも、円盤1機をブーメランで打ち落とす活躍を見せるが、そのことがペダン星人の怒りを買い、真っ先に見せしめとして殺されてしまった。その後セブンは、ナバーロが生前使用していたブーメランを巨大化して使用し、キングジョーに致命的なダメージを与えた。その後も彼のブーメランはセブンが人間態の武器として持っている。
ハクリ（5・6、33・34話）
水棲人間の一人で、キングザウルスに襲われるジャックを助けた。柔軟な思考の持ち主で、怪獣が暴れる海は危険なため、これからは陸に上がって生活しなければならないと考えており、そのため普通の水棲人間ならば恐れる火も積極的に使う。焼いたムルチが大好物。キングザウルスが陸地にも対応できるようになったため、さらなる奥地へと移り住むことを余儀なくされた後は、水棲人間たちを指揮するような存在となり、砦の建設などに携わった。砦に侵攻してきたキングザウルスに真っ向から向かっていくほど行動力もある。キングザウルスを撃退するために努力したジャックを温かく仲間に迎え入れた。その後は幾年経ち、長老として村を治めており、見廻りにいったきり中々帰ってこないジャックを心配して彼を捜しにいったところ、凍り付けになった光の巨人を発見。その光の巨人がジャックであることに気づき、低体温症に陥った彼に必死に心肺蘇生を行って意識を取り戻させるが、自身も低体温症に陥っていたため、力尽く形で息絶える。
じっさま（5、6話）
水棲人間たちの長老のような存在。陸に上がり、火を使うハクリを異端児と恐れていたが、内心では彼の考えも理解していた。木の枝1本でキングザウルスを追い払ったジャックに対し、そのおかげで負傷したものがいたことを伝え、彼に「勇気と無謀をはき違えないこと」を諭した。最後はジャックを仲間として迎え入れている。
ショウキ（16、17話）
ゾフィーやセブンたちが訪れた地球にある村の長。猪に襲われて危機に陥ったセブンとアルフォンヌを助けた。バルタンの実験体が飛来した山を危険に思い村人には秘密にしていた。ゴモラやレッドキングを倒してくれたセブンたちを仲間に迎え入れようとするが、最後には旅立つ二人を暖かく見送った。
チャータム（18、19、92話）
バラージの女王で、全ての人の想いや過去を読み取ることができる能力やテレパシーなどを使うことができる。その能力のせいで他者との関わりを避け、アントラーに対してもただ臆するだけだったが、ゾフィーに説得されたことで勇気を取り戻した。
テレビ版『ウルトラマン』に登場したチャータムと同一人物の可能性があるが、作中では明言されていない。
L77星王妃（23 - 29話）
アルスの妻でレオ、アストラの母親。王妃としての強い意志を持ち、アルスやドリューと共に息子たちの成長を見守った。惑星の爆発に脱出艦が巻き込まれ、消息不明となる。
アクル（33、34、92話）
村に住む水棲人間の青年。空を飛ぶことを夢見て木で作った自作のグライダー、「流星1号、2号」で挑戦を続ける。厳しく接するハクリに反発し、彼が伝えているジャックとキングサウルスの戦いも信じていない。根は優しく勇気があり、突然のギラドラス襲来にも一番に立ち向かおうとする。ジャックとザージが惑星を去る際、ハクリとジャックが残した“五つの誓い”「礼儀を守る」「目上の者を敬う」「好き嫌いしないで何でも食べる」「弱い者には手を差しのべる」「困難に立ち向かう勇気を持つ」を叫んで別れを告げる。
メル、ローグ（33、34話）
村に住む子供でアクルの友達。グライダー作りを手伝っている。
ジン（35 - 37、92話）
古代遺跡からセブンが跳ばされた過去の街の長で医者。竜の戦士に息子のトウマを攫われ、竜の戦士とされてしまう。セブンの戦う姿から勇気を持ち、戦士を集める。戦闘には火薬を用い、バニラやアボラスを前にしても立ち向かう姿勢を見せる。戦いが終わった後、自身とセブンを入れた七人の戦士の戦いを壁画に残す。
ユリ（35 - 37、92話）
ジンの娘。絶望する人々に安心感を与える不思議な雰囲気（セブンはアルフォンヌのような力と感じる）を持つ。
アン（35 - 37、92話）
ユリの妹。竜の戦士を恐れるが活気を失った街の中でも明るく振舞う。
五人の戦士（35 - 37、92話）
ジンとユリの言葉で竜の戦士と戦うために立ち上がった街の住人。武器は全てオリハルコン製。トウマの親友で大戦斧を使う大男のオッズ、短剣使いの女戦士ロザ、投剣使いのアルコン、槍使いのクゥエル、ボウガンを自作したイズン。二体の悪魔との戦いではイズンの大筒でロザ、アルコン、クゥエルの武器を撃ち出してバニラを撃退する。オッズは戦斧をアボラスの頭に投げつけ、ワイドショットの威力をさらに効果的にした。ジンを含めた5人の戦士の存在は何千年か後の未来（※テレビ版の時代）で活躍する防衛チームを彷彿させている。
ブルー（38 - 40話）
「星の声」に導かれ異星から古代地球に渡って来た一団の長。ケムラーの毒ガスで死んだゾフィーと仲が良かった牛の子供を不思議な儀式と長の笛でどこかに送る。ゾフィーが彼と出逢った時には既に寿命が尽きかけており、地球を護るよう約束して力尽きピグモンに転生する。
旅人の少年（38 - 40話）
古代地球に渡って来た一団の一人。ピグモンから長の笛を受け継ぐ。ジェロニモンとの戦いにおいて、“青い石”の腕輪の力でゾフィーに星の力を与えた。その際、多数の星の声が具現化した龍や前述の牛の子供がカラータイマーに光となって宿る。
ギガントの母（47 - 49、92話）
ギガントの惑星に落ちたエースを助けたギガント人。子供が二人いる。
タロウが助けた兄妹（47 - 51話）
ゴルドニウム採掘場で両親共々捕まっていた子供。崩落事故で両親が死亡し、同様に捕まっていたタロウに救われる。ゾフィーが手に入れたダダの縮小光線銃を利用して星間連合から奪った宇宙船に乗せられ、囚われの人々と共に脱出した。
ゼルフィ（52話 - 57、92話）
惑星エレメンターの“風の国”の長であり、四人の長で唯一の女性。領地内に落ちた初代マンを助ける。究極の力が目覚めた際に心を折られそうになるがなおも立ち向かおうとする初代マンとジャックに心を動かされる。
ゼルフィの付き人（52 - 57話）
ゼルフィに付き従う老婆と若者の二人。
トト（52 - 56話）
“火の国”の学者。宇宙の神秘を求め、空から落ちてきたジャックを助ける。しかし他人をも犠牲にする野心のために決別した。ガッツ星人にそそのかされパンドンの爆弾を起動させ、究極の力を復活させる引き金を引いてしまった。最期は究極怪獣出現時の落石に巻き込まれ、その寸前で何かを見つめていた。
ペーレ（52 - 57、92話）
“火の国”の長。トトとは旧知の仲である。惑星エレメンターを支配しようとする。ガッツ星人の後ろ楯によって行動を起こし、アーストロンとゴーストロンを誕生させる。しかしこれは他の国々に比べ過酷な環境で生きている辛さゆえの行動であり、決して悪人とは呼べない人物である。それもあってガッツ星人を危険と感じ、完全に心を許してはいなかった。究極怪獣出現時に希望を捨てず立ち向かうゼルフィに心を動かされ、共に結界を駆使して立ち向かう。
シゲン（52、57、92話）
“地の国”の長。戦争で消息不明となっていたが究極怪獣との決戦に駆け付けた。
ケシン（52、57、92話）
“水の国”を統べる少年の長。戦争で消息不明となっていたが究極怪獣との決戦に駆け付けた。
エル（58 - 66話）
リリパット族の勇敢な青年。異邦人のザージ、カラレス、ゴライアンを最初に助けると言い出すなど行動的な性格。ナックル星人に反旗を翻す一族の筆頭となる。
エルザ（58 - 66話）
エルの妻。彼の子供を宿している。
ジー（58 - 66話）
リリパットの族長。ナックル星人が子供たちの命を手中に収めていると知っているためにただ従うしかなく、若者が闘う意志を見せたなおも消極的なままであったが、最後は自らの命を持ってホワイトホールを作る能力を行使し、子供たちを救い出し、消滅する。
アイザック （67 - 70、92話）
メトロプラネットに立ち寄ったレオが出合った少年。両親の所在は不明（成人になったらある仕事に就かなければならない＝メトロン星人による宇宙ケシの実の実験台にされている）でサポートロボットのマザー400～7と一緒に暮らしている。
アブズール（71 - 77、92話）
アブアブ族の族長。仲間の遺体をヒッポリトタールの材料にされたことに怒り、復讐をゾフィーに託した。ゾフィーに友と言われて感涙にむせんでいた。
マーター（外伝 アストラの戦い!）
雨季と乾季が長いスパンで入れ替わる自然豊かな星「アストラル」に住む老婦人。数年前に息子を喪っている。
優しい性格で、疲弊して流れ着いたアストラを保護し、息子の話を聞かせる。ノーバに崩された住居の下敷きになりそうだったアストラを庇って負傷するが、変身したアストラに助けられ、無事に生還。戦い終えて飛び去って行くアストラを見送った。
マーターの息子（外伝 アストラの戦い!）
数年前、アストラルの雨季が異常に長引いた際に起こった2つの集落間での戦争を止めるべく、集落を繋ぐ橋の上で呼びかけを行った。投石などで負傷してもひるまずに呼びかけ続けたものの、乾季の訪れと共に立ったまま死亡。彼がまとっていた白いコートは、流れ出た血によって赤く染まっていたという。
戦争は終わり、彼のコート姿を模した晴れを呼ぶまじないの人形が作られるようになった。しかし人々の心には深い傷や後悔が残り、彼に対する畏れや罪悪感等を宿した無数の人形は、ブラック指令によって一つにまとめられノーバに作り替えられた。

## 道具
変身道具
光の国が鉱石中心に埋め込まれた道具。太陽エネルギーを活動エネルギーに変換できる。さらにエネルギーを一気に解き放つことが可能で、このエネルギーを利用してウルトラマンの姿になることが出来る。人間体を維持する役割も持っている他、光線を撃って攻撃することも可能。
変身道具が原作に登場しないゾフィーは、変身ブレスレットを使用している。
本作オリジナルキャラクターたちの変身アイテムは以下の通り。
ゴライアン：ベルト
ザージ：剣
ドリュー：ブレスレット
フレア：コイン
カラレス：ウルトラバッジ
アルフォンヌ：ペンダント（鉱石）
ディファレーター測定器
ディファレーター線の残留度を測定することができる。折りたたみ式の携帯電話に似た形状をしている。
オリハルコン
第8巻のセブン編に登場した超古代の金属。太陽の光をエネルギーに変える力を持ち、加工した武器は人間でも怪獣に対抗できる他、ウルトラ戦士の光線技をさらに強力にする。
ウルトラキー
光の国に存在するとされる"絶対開放してはいけない絶大な力”を持つとされる「黄金の鍵」。ババルウ星人率いる星間連合が光の国を襲撃し、ウルトラの父を人質に取った交換条件としてババルウが要求してきた。のちに光の国の戦士の体内に秘められたそれぞれの魂だということが判明し、ドリュー・カラレス・ザージ・フレア・ゴライアン・ウルトラの父・ウルトラの母・セブンの魂を抜き取ることで姿を現し、ゾフィーの魂を吸収することで実体化した。秘められたパワーは無限かつ壮絶で、惑星に差し込み、軌道を変えることはおろか、先端から放たれる強力な光線は惑星をも破壊するほどの力を持っており、プラズマ太陽をいとも簡単に破壊してしまった。

## 単行本

### マガジンZコミックス
1. 「ゾフィー編･セブン編」 2005年9月21日発売、ISBN 978-4-06-349220-0
2. 「セブン編・ジャック編・エース編」 2006年5月23日発売、ISBN 978-4-06-349242-2
3. 「エース編・初代マン編・タロウ誕生編」 2006年7月21日発売、ISBN 978-4-06-349250-7
4. 「タロウ誕生編・セブン編・ゾフィー編（古代地球編）」 2007年3月23日発売、ISBN 978-4-06-349279-8
5. 「ゾフィー編・タロウ編・レオ（L77星）編」 2007年7月23日発売、ISBN 978-4-06-349293-4
6. 「レオ編」 2008年3月21日発売、ISBN 978-4-06-349336-8
7. 「レオ（L77星完結）編・エース編・ジャック編」 2008年9月6日発売、ISBN 978-4-06-349382-5
8. 「ジャック編・セブン編・ゾフィー編」 2009年2月23日発売、ISBN 978-4-06-349412-9
9. 「セブン・ゾフィー（古代地球完結）編・暗黒宇宙編」 2009年9月17日発売、ISBN 978-4-06-349443-3
10. 「暗黒宇宙（ゾフィー・エース・タロウ）編」 2010年3月17日発売、ISBN 978-4-06-349444-0
11. 「暗黒宇宙（ゾフィー・エース･タロウ、初代マン・ジャック）編」 2010年11月22日発売、ISBN 978-4-06-349445-7
12. 「暗黒宇宙（初代マン・ジャック、セブン）編」 2011年6月23日発売、ISBN 978-4-06-349446-4
13. 「暗黒宇宙（セブン）編・レオ(メトロプラネット)編」 2012年3月23日発売、ISBN 978-4-06-349447-1
14. 「暗黒宇宙編（ゾフィー・初代マン・セブン・ジャック・エース･タロウ）編」 2013年3月22日発売、ISBN 978-4-06-349448-8
15. 「暗黒宇宙編（ゾフィー・初代マン・セブン・ジャック・エース･タロウ）編」 2013年7月23日発売、ISBN 978-4-06-349449-5
16. 「暗黒宇宙編（ゾフィー・初代マン・セブン・ジャック・エース･タロウ）編」 2013年10月23日発売、ISBN 978-4-06-349450-1

### トクマコミックス
徳間書店から徳間コミック文庫として全8巻が刊行。最終巻に外伝が収録されている。